# Trianthema turgidifolia
Trianthema turgidifolia är en isörtsväxtart som beskrevs av Ferdinand von Mueller. Trianthema turgidifolia ingår i släktet Trianthema och familjen isörtsväxter. Inga underarter finns listade i Catalogue of Life.